# روفوس بورتر (لاعب كرة قدم أمريكية)
روفوس بورتر (بالإنجليزية: Rufus Porter)‏ هو لاعب كرة قدم أمريكية أمريكي، ولد في 18 مايو 1965 في أميت في الولايات المتحدة.

## وصلات خارجية
- روفوس بورتر على موقع مرجع كرة القدم المحترفة.كوم (الإنجليزية)